# Atlanta Centre
Het Atlanta Centre is een wolkenkrabber in San Juan City, Filipijnen. De kantoortoren, die staat aan 31 Annapolis Street, is eigendom van de Atlanta Land Corporation. Het is 178,5 meter hoog en telt 35 verdiepingen. Het gebouw is ontworpen in postmodernistische stijl en bevat naast 10 verdiepingen met parkeerplaatsen, ook 6 Otis liften.